# Italien i olympiska sommarspelen 1980
Italien deltog i de olympiska sommarspelen 1980 med en trupp bestående av 159 deltagare, 121 män och 38 kvinnor, vilka deltog i 88 tävlingar i 19 sporter. Landet deltog inte i den av USA ledda bojkotten mot spelen, men visade sitt stöd genom att tävla under den olympiska flaggan istället för den egna flaggan. Italien slutade på femte plats i medaljligan, med åtta guldmedaljer och 15 medaljer totalt.

## Medaljer
| Medalj | Namn                                                             | Sport     | Gren                            |
| ------ | ---------------------------------------------------------------- | --------- | ------------------------------- |
| 1      | Patrizio Oliva                                                   | Boxning   | Lätt weltervikt                 |
| 1      | Claudio Pollio                                                   | Brottning | Lätt flugvikt, fristil          |
| 1      | Sara Simeoni                                                     | Friidrott | Damernas höjdhopp               |
| 1      | Maurizio Damilano                                                | Friidrott | Herrarnas 20 kilometer gång     |
| 1      | Pietro Mennea                                                    | Friidrott | Herrarnas 200 meter             |
| 1      | Ezio Gamba                                                       | Judo      | Lättvikt                        |
| 1      | Federico Roman                                                   | Ridsport  | Individuell fälttävlan          |
| 1      | Luciano Giovannetti                                              | Skytte    | Trap                            |
| 2      | Italiens herrlandslag i basket                                   | Basket    | Herrarnas turnering             |
| 2      | Michele Maffei Mario Aldo Montano Marco Romano Ferdinando Meglio | Fäktning  | Herrarnas lagtävling i sabel    |
| 2      | Federico Roman Anna Casagrande Mauro Roman Marina Sciocchetti    | Ridsport  | Lagtävlingen i fälttävlan       |
| 3      | Giancarlo Ferrari                                                | Bågskytte | Herrarnas individuella tävling  |
| 3      | Roberto Tozzi Mauro Zuliani Stefano Malinverni Pietro Mennea     | Friidrott | Herrarnas 4 x 400 meter stafett |
| 3      | Giorgio Gorla Alfio Peraboni                                     | Segling   | Starbåt                         |
| 3      | Franco Cagnotto                                                  | Simhopp   | Herrarnas svikthopp             |

## Basket
Damer
| Lag           | V | F | PF  | PA  | PD   | Poäng |
| ------------- | - | - | --- | --- | ---- | ----- |
| Sovjetunionen | 5 | 0 | 553 | 316 | +237 | 10    |
| Bulgarien     | 4 | 1 | 440 | 405 | +35  | 9     |
| Jugoslavien   | 3 | 2 | 356 | 364 | –8   | 8     |
| Ungern        | 2 | 3 | 344 | 407 | –63  | 7     |
| Kuba          | 1 | 4 | 346 | 403 | –57  | 6     |
| Italien       | 0 | 5 | 308 | 452 | –144 | 5     |

Herrar
Gruppspel
| Nr | Lag        | S | V | O | F | GM  | IM  | MS  | P |
| -- | ---------- | - | - | - | - | --- | --- | --- | - |
| 1  | Italien    | 3 | 2 | 0 | 1 | 248 | 233 | +15 | 5 |
| 2  | Kuba       | 3 | 2 | 0 | 1 | 226 | 214 | +12 | 5 |
| 3  | Australien | 3 | 2 | 0 | 1 | 224 | 215 | +9  | 5 |
| 4  | Sverige    | 3 | 0 | 0 | 3 | 191 | 227 | −36 | 3 |

Slutspel
| Nr | Lag           | S | V | O | F | GM  | IM  | MS  | P  |
| -- | ------------- | - | - | - | - | --- | --- | --- | -- |
| 1  | Jugoslavien   | 5 | 5 | 0 | 0 | 506 | 442 | +64 | 10 |
| 2  | Italien       | 5 | 3 | 0 | 2 | 419 | 438 | −19 | 8  |
| 3  | Sovjetunionen | 5 | 3 | 0 | 2 | 505 | 468 | +37 | 8  |
| 4  | Spanien       | 5 | 2 | 0 | 3 | 488 | 485 | +3  | 7  |
| 5  | Brasilien     | 5 | 2 | 0 | 3 | 448 | 477 | −29 | 7  |
| 6  | Kuba          | 5 | 0 | 0 | 5 | 434 | 490 | −56 | 5  |

## Boxning
Lättvikt
- Carlo Russolillo
  1. Första omgången — Förlorade mot Angel Herrera (Kuba) på poäng (0-5)

Lätt weltervikt
- Patrizio Oliva →  Guld
  1. Första omgången — Besegrade Aurelien Agnan (Benin) efter att domaren stoppade matchen i den första omgången
  2. Andra omgången — Besegrade Farez Halabi (Syrien) efter att domaren stoppade matchen i den första omgången
  3. Kvartsfinal — Besegrade Ace Rusevski (Jugoslavien) på poäng (3-2)
  4. Semifinal — Besegrade Anthony Willis (Storbritannien) på poäng (5-0)
  5. Final — Besegrade Serik Konakbaev (Sovjetunionen) på poäng (4-1)

Tungvikt
- Francesco Damiani
  1. Första omgången — Besegrade Teodor Pîrjol (Rumänien) på poäng (4-1)
  2. Kvartsfinal — Förlorade mot Piotr Zaev (Sovjetunionen) på poäng (0-5)

## Bågskytte
Damernas individuella tävling
- Franca Capetta — 2342 poäng (→ 10:e plats)

Herrarnas individuella tävling
- Giancarlo Ferrari — 2449 poäng (→  Brons)
- Sante Spigarelli — 2405 poäng (→ 14:e plats)

## Cykling
Herrarnas linjelopp
- Marco Cattaneo
- Gianni Giacomini
- Giuseppe Petito
- Alberto Minetti

Herrarnas lagtempolopp
- Mauro De Pellegrini
- Gianni Giacomini
- Ivano Maffei
- Alberto Minetti

Herrarnas sprint
- Ottavio Dazzan

Herrarnas tempolopp
- Guido Bontempi

Herrarnas förföljelse
- Pierangelo Bincoletto

Herrarnas lagförföljelse
- Pierangelo Bincoletto
- Guido Bontempi
- Ivano Maffei
- Silvestro Milani

## Friidrott
Herrarnas 100 meter
- Pietro Mennea
  - Heat — 10,56
  - Kvartsfinal — 10,27
  - Semifinal — 10,58 (→ Gick inte vidare)

Herrarnas 800 meter
- Carlo Grippo
  - Heat — 1:48,9
  - Semifinal — 1:48,7 (→ Gick inte vidare)

Herrarnas 1 500 meter
- Vittorio Fontanella
  - Heat — 3:40,1
  - Semifinal — 3:40,1
  - Final — 3:40,4 (→ 5:e plats)

Herrarnas maraton
- Massimo Magnani
  - Final — 2:13:12 (→ 8:e plats)

- Marco Marchei
  - Final — 2:23:21 (→ 35:e plats)

Herrarnas 4 x 400 meter stafett
- Stefano Malinverni, Mauro Zuliani, Roberto Tozzi och Pietro Mennea
  - Heat — 3:03,5
  - Final — 3:04,3 (→  Brons)

Men's 3,000 m Steeplechase
- Giuseppe Gerbi
  - Heat — 8:37,1
  - Semifinal — 8:27,2
  - Final — 8:18,5 (→ 6:e plats)

- Roberto Volpi
  - Heat — 8:35,6
  - Semifinal — 8:29,7 (→ Gick inte vidare)

Herrarnas höjdhopp
- Marco Tamberi
  - Kval — 2,21 m
  - Final — 2,15 m (→ 15:e plats)

- Oscar Raise
  - Kval — 2,18 m (→ Gick inte vidare)

- Paolo Borghi
  - Kval — 2,18 m (→ Gick inte vidare)

Herrarnas släggkastning
- Giampaolo Urlando
  - Kval — 72,20 m
  - Final Round — 73,90 m (→ 7:e plats)

Herrarnas tiokamp
- Alessandro Brogini
  - Final — fullföljde inte (→ ingen placering)

Herrarnas 20 km gång
- Maurizio Damilano
  - Final — 1:23:35,5 (→  Guld)

- Giorgio Damilano
  - Final — 1:33:26,2 (→ 11:e plats)

Damernas 100 meter
- Marisa Masullo
  - Heat — 11,77
  - Kvartsfinal — 11,57 (→ Gick inte vidare)

Damernas 800 meter
- Gabriella Dorio
  - Heat — 2:01,4
  - Semifinal — 1:59,0
  - Final — 1:59,2 (→ 8:e plats)

- Agnese Possamai
  - Heat — 2:04,1 (→ Gick inte vidare)

- Daniela Porcelli
  - Heat — 2:10,7 (→ Gick inte vidare)

Damernas 1 500 meter
- Gabriella Dorio
  - Heat — 4:05,0
  - Final — 4:00,3 (→ 4:e plats)

- Agnese Possamai
  - Heat — 4:14,7 (→ Gick inte vidare)

- Marcellino Emmanuel
  - Heat — 4:26,8 (→ Gick inte vidare)

Damernas höjdhopp
- Sara Simeoni
  - Kval — 1,88 m
  - Final — 1,97 m (→  Guld)

Damernas spjutkastning
- Fausta Quintavalla
  - Kval — 58,76 m
  - Final — 57,52 m (→ 12:e plats)

Damernas kulstötning
- Cinzia Petrucci
  - Final — 17,27 m (→ 14:e plats)

## Fäktning
Herrarnas florett
- Federico Cervi

Herrarnas värja
- Stefano Bellone
- Marco Falcone
- Angelo Mazzoni

Herrarnas sabel
- Michele Maffei
- Ferdinando Meglio
- Mario Aldo Montano

Herrarnas lagtävling i sabel
- Mario Aldo Montano, Michele Maffei, Ferdinando Meglio, Marco Romano

Damernas florett
- Dorina Vaccaroni
- Anna Rita Sparaciari
- Susanna Batazzi

Damernas lagtävling i florett
- Dorina Vaccaroni, Anna Rita Sparaciari, Susanna Batazzi, Carola Mangiarotti, Clara Mochi

## Modern femkamp
Herrarnas individuella tävling
- Pierpaolo Cristofori

## Simhopp
Herrarnas 3 m
- Giorgio Cagnotto
  - Kval — 556,32 poäng (→ 6:e plats)
  - Final — 871,50 poäng (→  Brons)